# Tarnóws vojvodskap
Tarnóws vojvodskap (polska Województwo tarnowskie) var åren 1975–1998 ett vojvodskap i sydöstra Polen. Huvudstad var Tarnów. 

## De största städerna
- Tarnów – 121 494
- Dębica – 49 107
- Bochnia – 29 887
- Brzesko – 17 859
- Dąbrowa Tarnowska – 11 178

## Befolkningsutveckling
| År       | 1975    | 1980    | 1985    | 1990    | 1995    | 1998    |
| Invånare | 577 900 | 607 000 | 641 500 | 670 300 | 693 500 | 700 800 |